# AT-L
El AT-L fue un tractor de artillería diseñado y construido por la Unión Soviética durante la Guerra Fría. El vehículo tiene la misma cabina que las camionetas ZIS-150 y ZIL-164, pero posee un frente diferente y una reja similar al de la camioneta GAZ-51.

## Operadores
- Unión Soviética
- Corea del Norte
- Hungría
- Serbia
- China
- Sri Lanka
- Vietnam